# Pietro Furga
Pietro Furga (San Martino dall'Argine, 12 ottobre 1623 – Casale Monferrato, 27 settembre 1667) è stato un giurista italiano.
Compì gli studi giuridici presso l'Università di Bologna laurendosi nel 1649.
Ricevette importanti incarichi alla corte del duca di Mantova Carlo II di Gonzaga-Nevers. Nel 1650 resse la pretura di Castel Goffredo e nel 1656 fu podestà di Canneto.
Venne nominato nel 1658 capitano di giustizia del Monferrato, dipendente dai duchi di Mantova e senatore del Monferrato nel 1661. Prima della sua morte, Carlo II lo nominò suo consigliere ducale.